# سباق جائزة لامارسييز الكبرى 2023
سباق جائزة لامارسييز الكبرى 2023 (بالفرنسية: Grand Prix La Marseillaise 2023)‏ هو سباق دراجات هوائية من فئة  1.1، وهو الموسم الرابع والأربعين من سباق جائزة لامارسييز الكبرى، وأقيم في 29 يناير 2023 ضمن سباقات طواف أوروبا للدراجات 2023.
فاز بالمركز الأول نيلسون بوولس، وفاز بالمركز الثاني Valentin Ferron ‏، وفاز بالمركز الثالث برنت فان موير.

## الفرق
| فرق عالمية (6)- AG2R Citroën Team - Cofidis - Groupama-FDJ - Alpecin-Deceuninck - EF Education-EasyPost - Arkéa-Samsic فرق برو (9)- TotalEnergies - بنجوال باوليز ساوكس دبليو بي ‏ - Equipo Kern Pharma ‏ - Israel-Premier Tech - Lotto Dstny - سبورت فلاندرين بالويس ‏ - أونو اكس برو سايكلنج تيم 2023 ‏ - سويس ريسينغ أكادمي 2023 ‏ - كاجا رورال-سيغوروس 2023 ‏ فرق قارية (5)- Van Rysel–Roubaix ‏ - Nice Métropole Côte d'Azur ‏ - إتش بي بي تي بي – أوبير 93 ‏ - CIC U Nantes Atlantique ‏ - بلترامي تي إس أيه–مارشيول ‏ |  |
| |  |

## المشاركون
| Arkéa-Samsic ARK | Arkéa-Samsic ARK     | Arkéa-Samsic ARK |
| ---------------- | -------------------- | ---------------- |
| م                | عداء                 | مرتبة            |
| 1                | ماكسيم بويه          | 68               |
| 2                | Luca Mozzato ‏        | 72               |
| 3                | Clément Champoussin ‏ | 60               |
| 4                | لوران بيشون          | 67               |
| 5                | Thibault Guernalec ‏  | 7                |
| 6                | جينثي بيرمانز ‏       | 17               |
| 7                | كليمنت روسو          | 31               |

| AG2R Citroën Team ACT | AG2R Citroën Team ACT | AG2R Citroën Team ACT |
| --------------------- | --------------------- | --------------------- |
| م                     | عداء                  | مرتبة                 |
| 11                    | بينوا كوسنيفروي       | 61                    |
| 12                    | Pierre Gautherat ‏     | 123                   |
| 13                    | Lawrence Naesen ‏      | 111                   |
| 14                    | أوليفر ناسن           | 41                    |
| 15                    | Nicolas Prodhomme ‏    | لم يكمل السباق        |
| 16                    | Valentin Retailleau ‏  | 117                   |
| 17                    | Larry Warbasse ‏       | 64                    |

| Cofidis COF | Cofidis COF         | Cofidis COF |
| ----------- | ------------------- | ----------- |
| م           | عداء                | مرتبة       |
| 21          | بنجامين توماس       | 84          |
| 22          | توماس شامبيون       | 74          |
| 23          | Alexandre Delettre ‏ | 83          |
| 24          | Wesley Kreder ‏      | 85          |
| 25          | أنتوني بيريز        | 47          |
| 26          | بيير لوك بيريشون    | 6           |
| 27          | Rémy Rochas ‏        | 73          |

| Groupama-FDJ GFC | Groupama-FDJ GFC          | Groupama-FDJ GFC |
| ---------------- | ------------------------- | ---------------- |
| م                | عداء                      | مرتبة            |
| 31               | برونو أرميريل             | 54               |
| 32               | Enzo Paleni ‏              | 9                |
| 33               | Fabian Lienhard ‏          | 81               |
| 34               | Lenny Martinez (cyclist) ‏ | 8                |
| 35               | جيك ستيوارت               | لم يبدأ          |
| 36               | لارس فان دن بيرغ ‏         | 75               |
| 37               | Samuel Watson (cyclist) ‏  | 23               |

| Alpecin-Deceuninck ADC | Alpecin-Deceuninck ADC           | Alpecin-Deceuninck ADC |
| ---------------------- | -------------------------------- | ---------------------- |
| م                      | عداء                             | مرتبة                  |
| 41                     | يجف دي بوندت                     | 12                     |
| 42                     | Axel Laurance ‏                   | 48                     |
| 43                     | إدوارد بلانكايرتإدوارد بلانكايرت | 34                     |
| 44                     | Lionel Taminiaux ‏                | 119                    |
| 45                     | Fabio Van den Bossche ‏           | 13                     |
| 46                     | Ayco Bastiaens ‏                  | 116                    |
| 47                     | Siebe Roesems‏                    | 115                    |

| EF Education-EasyPost EFE | EF Education-EasyPost EFE | EF Education-EasyPost EFE |
| ------------------------- | ------------------------- | ------------------------- |
| م                         | عداء                      | مرتبة                     |
| 51                        | Stefan Bissegger ‏         | 82                        |
| 52                        | سيمون كار                 | 77                        |
| 53                        | ماريجن فان دن بيرغ        | 11                        |
| 54                        | Ben Healy (cyclist) ‏      | 86                        |
| 55                        | مارك بادون                | لم يكمل السباق            |
| 56                        | نيلسون بوولس              | 1                         |

| TotalEnergies TEN | TotalEnergies TEN   | TotalEnergies TEN |
| ----------------- | ------------------- | ----------------- |
| م                 | عداء                | مرتبة             |
| 61                | بيير لاتور          | 122               |
| 62                | جيريمي كابوت        | 92                |
| 63                | الكسيس فويليرموز    | 44                |
| 64                | توماس بونيت         | 95                |
| 65                | Mathieu Burgaudeau ‏ | 55                |
| 66                | Sandy Dujardin ‏     | 37                |
| 67                | Valentin Ferron ‏    | 2                 |

| Israel-Premier Tech IPT | Israel-Premier Tech IPT | Israel-Premier Tech IPT |
| ----------------------- | ----------------------- | ----------------------- |
| م                       | عداء                    | مرتبة                   |
| 71                      | سيب فانمارك             | 14                      |
| 72                      | ويليام بويفن            | 18                      |
| 73                      | بن هيرمانز              | 78                      |
| 74                      | هوغو هول                | 19                      |
| 75                      | كريستس نيولاندز         | 5                       |
| 76                      | ديلان تيونز             | 71                      |
| 77                      | Nadav Raisberg ‏         | 40                      |

| أونو-إكس موبيليتي ‏ UXT | أونو-إكس موبيليتي ‏ UXT      | أونو-إكس موبيليتي ‏ UXT |
| ---------------------- | --------------------------- | ---------------------- |
| م                      | عداء                        | مرتبة                  |
| 81                     | Anders Halland Johannessen ‏ | لم يكمل السباق         |
| 82                     | كريستوفر هالفورسن           | 24                     |
| 83                     | William Blume Levy ‏         | 107                    |
| 84                     | Martin Urianstad ‏           | 87                     |
| 85                     | راسموس تيلر (طريق)          | 70                     |
| 86                     | Erik Resell ‏                | 69                     |
| 87                     | Fredrik Dversnes ‏           | 46                     |

| Lotto Dstny LTD | Lotto Dstny LTD    | Lotto Dstny LTD |
| --------------- | ------------------ | --------------- |
| م               | عداء               | مرتبة           |
| 91              | ارنو دي لاي        | 27              |
| 92              | Johannes Adamietz ‏ | OTL             |
| 93              | Cédric Beullens ‏   | لم يكمل السباق  |
| 94              | جاسبر دي بويست     | 80              |
| 95              | سيباستيان غرينيار ‏ | 26              |
| 96              | Liam Slock ‏        | 32              |
| 97              | برنت فان موير      | 3               |

| بنجوال باوليز ساوكس دبليو بي ‏ BWB | بنجوال باوليز ساوكس دبليو بي ‏ BWB | بنجوال باوليز ساوكس دبليو بي ‏ BWB |
| --------------------------------- | --------------------------------- | --------------------------------- |
| م                                 | عداء                              | مرتبة                             |
| 101                               | جوليان ميرتينز ‏                   | 66                                |
| 102                               | Luca De Meester ‏                  | 103                               |
| 103                               | Johan Meens ‏                      | 42                                |
| 104                               | Rémy Mertz ‏                       | 28                                |
| 105                               | Ludovic Robeet ‏                   | 39                                |
| 106                               | Luca Van Boven ‏                   | 50                                |
| 107                               | Nathan Vandepitte ‏                | 118                               |

| سبورت فلاندرين بالويس ‏ TFB | سبورت فلاندرين بالويس ‏ TFB | سبورت فلاندرين بالويس ‏ TFB |
| -------------------------- | -------------------------- | -------------------------- |
| م                          | عداء                       | مرتبة                      |
| 111                        | Jenno Berckmoes ‏           | 4                          |
| 112                        | Vito Braet ‏                | 20                         |
| 113                        | غيليس دي وايلد ‏            | 113                        |
| 114                        | Milan Fretin ‏              | 21                         |
| 115                        | Elias Maris ‏               | 56                         |
| 116                        | Aaron Van Poucke ‏          | 16                         |
| 117                        | Aaron Verwilst ‏            | 108                        |

| كاجا رورال-سيغوروس ‏ CJR | كاجا رورال-سيغوروس ‏ CJR | كاجا رورال-سيغوروس ‏ CJR |
| ----------------------- | ----------------------- | ----------------------- |
| م                       | عداء                    | مرتبة                   |
| 121                     | Josu Etxeberria ‏        | 124                     |
| 122                     | Tomáš Bárta ‏            | OTL                     |
| 123                     | ديفيد غونزاليس          | 35                      |
| 124                     | Joseba López ‏           | 106                     |
| 125                     | Joel Nicolau ‏           | 43                      |
| 126                     | إدوارد براديس           | 36                      |
| 127                     | ميكال شليغل             | 114                     |

| Equipo Kern Pharma ‏ EKP | Equipo Kern Pharma ‏ EKP    | Equipo Kern Pharma ‏ EKP |
| ----------------------- | -------------------------- | ----------------------- |
| م                       | عداء                       | مرتبة                   |
| 131                     | فرنسيسكو غالفان            | 62                      |
| 132                     | مارتي ماركيز               | 89                      |
| 133                     | Danny van der Tuuk ‏        | 110                     |
| 134                     | Pau Miquel ‏                | 29                      |
| 135                     | Eugenio Sánchez (cyclist) ‏ | 98                      |
| 136                     | Raúl García Pierna ‏        | 65                      |
| 137                     | Álex Jaime ‏                | 112                     |

| سويس ريسينغ أكادمي ‏ TUD | سويس ريسينغ أكادمي ‏ TUD | سويس ريسينغ أكادمي ‏ TUD |
| ----------------------- | ----------------------- | ----------------------- |
| م                       | عداء                    | مرتبة                   |
| 141                     | Nils Brun ‏              | 22                      |
| 142                     | Aloïs Charrin ‏          | لم يبدأ                 |
| 143                     | جاكوب أريكسون ‏          | 53                      |
| 144                     | لوكاس أريكسون           | 58                      |
| 145                     | Robin Froidevaux ‏       | 121                     |
| 146                     | Petr Kelemen ‏           | 10                      |
| 147                     | جويل سوتير              | 88                      |

| إتش بي بي تي بي – أوبير 93 ‏ AUB | إتش بي بي تي بي – أوبير 93 ‏ AUB | إتش بي بي تي بي – أوبير 93 ‏ AUB |
| ------------------------------- | ------------------------------- | ------------------------------- |
| م                               | عداء                            | مرتبة                           |
| 151                             | Romain Cardis ‏                  | لم يكمل السباق                  |
| 152                             | Nicolas Debeaumarché ‏           | 59                              |
| 153                             | أنتوني مالدونادو                | 30                              |
| 154                             | Thomas Devaux ‏                  | 76                              |
| 155                             | Thomas Gachignard ‏              | 79                              |
| 156                             | Flavien Maurelet ‏               | 52                              |
| 157                             | Florian Rapiteau ‏               | OTL                             |

| Van Rysel–Roubaix ‏ GRL | Van Rysel–Roubaix ‏ GRL | Van Rysel–Roubaix ‏ GRL |
| ---------------------- | ---------------------- | ---------------------- |
| م                      | عداء                   | مرتبة                  |
| 161                    | توماس بودات            | 104                    |
| 162                    | Célestin Guillon ‏      | 101                    |
| 163                    | Maxime Jarnet ‏         | 120                    |
| 164                    | Maximilien Juillard ‏   | 96                     |
| 165                    | Jérémy Leveau ‏         | لم يكمل السباق         |
| 166                    | Tom Mainguenaud ‏       | 90                     |
| 167                    | كيني مولي              | لم يكمل السباق         |

| CIC U Nantes Atlantique ‏ UCN | CIC U Nantes Atlantique ‏ UCN | CIC U Nantes Atlantique ‏ UCN |
| ---------------------------- | ---------------------------- | ---------------------------- |
| م                            | عداء                         | مرتبة                        |
| 171                          | Jordan Jegat ‏                | 45                           |
| 172                          | Yaël Joalland ‏               | 57                           |
| 173                          | Léo Danès ‏                   | 93                           |
| 174                          | Maël Guégan ‏                 | 38                           |
| 175                          | Robin Plamondon ‏             | 63                           |
| 176                          | Nolann Mahoudo ‏              | 25                           |
| 177                          | ايمانويل مورين               | 15                           |

| Nice Métropole Côte d'Azur ‏ NMC | Nice Métropole Côte d'Azur ‏ NMC | Nice Métropole Côte d'Azur ‏ NMC |
| ------------------------------- | ------------------------------- | ------------------------------- |
| م                               | عداء                            | مرتبة                           |
| 181                             | Andrea Mifsud ‏                  | 91                              |
| 182                             | Jonathan Couanon ‏               | 94                              |
| 183                             | Tristan Delacroix ‏              | 105                             |
| 184                             | Jean Goubert ‏                   | 49                              |
| 185                             | Julian Lino ‏                    | 102                             |
| 186                             | Jean-Louis Le Ny ‏               | 109                             |
| 187                             | Maxime Urruty ‏                  | 51                              |

| بلترامي تي إس أيه–مارشيول ‏ BTC | بلترامي تي إس أيه–مارشيول ‏ BTC | بلترامي تي إس أيه–مارشيول ‏ BTC |
| ------------------------------ | ------------------------------ | ------------------------------ |
| م                              | عداء                           | مرتبة                          |
| 191                            | Matteo Freddi‏                  | OTL                            |
| 192                            | توماس بسنتي ‏                   | 33                             |
| 193                            | Lucio Pierantozzi‏              | 100                            |
| 194                            | Andrea Piras ‏                  | لم يكمل السباق                 |
| 195                            | Alex Raimondi‏                  | 97                             |
| 196                            | Andrea Biancalani‏              | 99                             |
| 197                            | Michael Vanni‏                  | لم يكمل السباق                 |

| Arkéa-Samsic ARK | Arkéa-Samsic ARK     | Arkéa-Samsic ARK |
| ---------------- | -------------------- | ---------------- |
| م                | عداء                 | مرتبة            |
| 1                | ماكسيم بويه          | 68               |
| 2                | Luca Mozzato ‏        | 72               |
| 3                | Clément Champoussin ‏ | 60               |
| 4                | لوران بيشون          | 67               |
| 5                | Thibault Guernalec ‏  | 7                |
| 6                | جينثي بيرمانز ‏       | 17               |
| 7                | كليمنت روسو          | 31               |

| AG2R Citroën Team ACT | AG2R Citroën Team ACT | AG2R Citroën Team ACT |
| --------------------- | --------------------- | --------------------- |
| م                     | عداء                  | مرتبة                 |
| 11                    | بينوا كوسنيفروي       | 61                    |
| 12                    | Pierre Gautherat ‏     | 123                   |
| 13                    | Lawrence Naesen ‏      | 111                   |
| 14                    | أوليفر ناسن           | 41                    |
| 15                    | Nicolas Prodhomme ‏    | لم يكمل السباق        |
| 16                    | Valentin Retailleau ‏  | 117                   |
| 17                    | Larry Warbasse ‏       | 64                    |

| Cofidis COF | Cofidis COF         | Cofidis COF |
| ----------- | ------------------- | ----------- |
| م           | عداء                | مرتبة       |
| 21          | بنجامين توماس       | 84          |
| 22          | توماس شامبيون       | 74          |
| 23          | Alexandre Delettre ‏ | 83          |
| 24          | Wesley Kreder ‏      | 85          |
| 25          | أنتوني بيريز        | 47          |
| 26          | بيير لوك بيريشون    | 6           |
| 27          | Rémy Rochas ‏        | 73          |

| Groupama-FDJ GFC | Groupama-FDJ GFC          | Groupama-FDJ GFC |
| ---------------- | ------------------------- | ---------------- |
| م                | عداء                      | مرتبة            |
| 31               | برونو أرميريل             | 54               |
| 32               | Enzo Paleni ‏              | 9                |
| 33               | Fabian Lienhard ‏          | 81               |
| 34               | Lenny Martinez (cyclist) ‏ | 8                |
| 35               | جيك ستيوارت               | لم يبدأ          |
| 36               | لارس فان دن بيرغ ‏         | 75               |
| 37               | Samuel Watson (cyclist) ‏  | 23               |

| Alpecin-Deceuninck ADC | Alpecin-Deceuninck ADC           | Alpecin-Deceuninck ADC |
| ---------------------- | -------------------------------- | ---------------------- |
| م                      | عداء                             | مرتبة                  |
| 41                     | يجف دي بوندت                     | 12                     |
| 42                     | Axel Laurance ‏                   | 48                     |
| 43                     | إدوارد بلانكايرتإدوارد بلانكايرت | 34                     |
| 44                     | Lionel Taminiaux ‏                | 119                    |
| 45                     | Fabio Van den Bossche ‏           | 13                     |
| 46                     | Ayco Bastiaens ‏                  | 116                    |
| 47                     | Siebe Roesems‏                    | 115                    |

| EF Education-EasyPost EFE | EF Education-EasyPost EFE | EF Education-EasyPost EFE |
| ------------------------- | ------------------------- | ------------------------- |
| م                         | عداء                      | مرتبة                     |
| 51                        | Stefan Bissegger ‏         | 82                        |
| 52                        | سيمون كار                 | 77                        |
| 53                        | ماريجن فان دن بيرغ        | 11                        |
| 54                        | Ben Healy (cyclist) ‏      | 86                        |
| 55                        | مارك بادون                | لم يكمل السباق            |
| 56                        | نيلسون بوولس              | 1                         |

| TotalEnergies TEN | TotalEnergies TEN   | TotalEnergies TEN |
| ----------------- | ------------------- | ----------------- |
| م                 | عداء                | مرتبة             |
| 61                | بيير لاتور          | 122               |
| 62                | جيريمي كابوت        | 92                |
| 63                | الكسيس فويليرموز    | 44                |
| 64                | توماس بونيت         | 95                |
| 65                | Mathieu Burgaudeau ‏ | 55                |
| 66                | Sandy Dujardin ‏     | 37                |
| 67                | Valentin Ferron ‏    | 2                 |

| Israel-Premier Tech IPT | Israel-Premier Tech IPT | Israel-Premier Tech IPT |
| ----------------------- | ----------------------- | ----------------------- |
| م                       | عداء                    | مرتبة                   |
| 71                      | سيب فانمارك             | 14                      |
| 72                      | ويليام بويفن            | 18                      |
| 73                      | بن هيرمانز              | 78                      |
| 74                      | هوغو هول                | 19                      |
| 75                      | كريستس نيولاندز         | 5                       |
| 76                      | ديلان تيونز             | 71                      |
| 77                      | Nadav Raisberg ‏         | 40                      |

| أونو-إكس موبيليتي ‏ UXT | أونو-إكس موبيليتي ‏ UXT      | أونو-إكس موبيليتي ‏ UXT |
| ---------------------- | --------------------------- | ---------------------- |
| م                      | عداء                        | مرتبة                  |
| 81                     | Anders Halland Johannessen ‏ | لم يكمل السباق         |
| 82                     | كريستوفر هالفورسن           | 24                     |
| 83                     | William Blume Levy ‏         | 107                    |
| 84                     | Martin Urianstad ‏           | 87                     |
| 85                     | راسموس تيلر (طريق)          | 70                     |
| 86                     | Erik Resell ‏                | 69                     |
| 87                     | Fredrik Dversnes ‏           | 46                     |

| Lotto Dstny LTD | Lotto Dstny LTD    | Lotto Dstny LTD |
| --------------- | ------------------ | --------------- |
| م               | عداء               | مرتبة           |
| 91              | ارنو دي لاي        | 27              |
| 92              | Johannes Adamietz ‏ | OTL             |
| 93              | Cédric Beullens ‏   | لم يكمل السباق  |
| 94              | جاسبر دي بويست     | 80              |
| 95              | سيباستيان غرينيار ‏ | 26              |
| 96              | Liam Slock ‏        | 32              |
| 97              | برنت فان موير      | 3               |

| بنجوال باوليز ساوكس دبليو بي ‏ BWB | بنجوال باوليز ساوكس دبليو بي ‏ BWB | بنجوال باوليز ساوكس دبليو بي ‏ BWB |
| --------------------------------- | --------------------------------- | --------------------------------- |
| م                                 | عداء                              | مرتبة                             |
| 101                               | جوليان ميرتينز ‏                   | 66                                |
| 102                               | Luca De Meester ‏                  | 103                               |
| 103                               | Johan Meens ‏                      | 42                                |
| 104                               | Rémy Mertz ‏                       | 28                                |
| 105                               | Ludovic Robeet ‏                   | 39                                |
| 106                               | Luca Van Boven ‏                   | 50                                |
| 107                               | Nathan Vandepitte ‏                | 118                               |

| سبورت فلاندرين بالويس ‏ TFB | سبورت فلاندرين بالويس ‏ TFB | سبورت فلاندرين بالويس ‏ TFB |
| -------------------------- | -------------------------- | -------------------------- |
| م                          | عداء                       | مرتبة                      |
| 111                        | Jenno Berckmoes ‏           | 4                          |
| 112                        | Vito Braet ‏                | 20                         |
| 113                        | غيليس دي وايلد ‏            | 113                        |
| 114                        | Milan Fretin ‏              | 21                         |
| 115                        | Elias Maris ‏               | 56                         |
| 116                        | Aaron Van Poucke ‏          | 16                         |
| 117                        | Aaron Verwilst ‏            | 108                        |

| كاجا رورال-سيغوروس ‏ CJR | كاجا رورال-سيغوروس ‏ CJR | كاجا رورال-سيغوروس ‏ CJR |
| ----------------------- | ----------------------- | ----------------------- |
| م                       | عداء                    | مرتبة                   |
| 121                     | Josu Etxeberria ‏        | 124                     |
| 122                     | Tomáš Bárta ‏            | OTL                     |
| 123                     | ديفيد غونزاليس          | 35                      |
| 124                     | Joseba López ‏           | 106                     |
| 125                     | Joel Nicolau ‏           | 43                      |
| 126                     | إدوارد براديس           | 36                      |
| 127                     | ميكال شليغل             | 114                     |

| Equipo Kern Pharma ‏ EKP | Equipo Kern Pharma ‏ EKP    | Equipo Kern Pharma ‏ EKP |
| ----------------------- | -------------------------- | ----------------------- |
| م                       | عداء                       | مرتبة                   |
| 131                     | فرنسيسكو غالفان            | 62                      |
| 132                     | مارتي ماركيز               | 89                      |
| 133                     | Danny van der Tuuk ‏        | 110                     |
| 134                     | Pau Miquel ‏                | 29                      |
| 135                     | Eugenio Sánchez (cyclist) ‏ | 98                      |
| 136                     | Raúl García Pierna ‏        | 65                      |
| 137                     | Álex Jaime ‏                | 112                     |

| سويس ريسينغ أكادمي ‏ TUD | سويس ريسينغ أكادمي ‏ TUD | سويس ريسينغ أكادمي ‏ TUD |
| ----------------------- | ----------------------- | ----------------------- |
| م                       | عداء                    | مرتبة                   |
| 141                     | Nils Brun ‏              | 22                      |
| 142                     | Aloïs Charrin ‏          | لم يبدأ                 |
| 143                     | جاكوب أريكسون ‏          | 53                      |
| 144                     | لوكاس أريكسون           | 58                      |
| 145                     | Robin Froidevaux ‏       | 121                     |
| 146                     | Petr Kelemen ‏           | 10                      |
| 147                     | جويل سوتير              | 88                      |

| إتش بي بي تي بي – أوبير 93 ‏ AUB | إتش بي بي تي بي – أوبير 93 ‏ AUB | إتش بي بي تي بي – أوبير 93 ‏ AUB |
| ------------------------------- | ------------------------------- | ------------------------------- |
| م                               | عداء                            | مرتبة                           |
| 151                             | Romain Cardis ‏                  | لم يكمل السباق                  |
| 152                             | Nicolas Debeaumarché ‏           | 59                              |
| 153                             | أنتوني مالدونادو                | 30                              |
| 154                             | Thomas Devaux ‏                  | 76                              |
| 155                             | Thomas Gachignard ‏              | 79                              |
| 156                             | Flavien Maurelet ‏               | 52                              |
| 157                             | Florian Rapiteau ‏               | OTL                             |

| Van Rysel–Roubaix ‏ GRL | Van Rysel–Roubaix ‏ GRL | Van Rysel–Roubaix ‏ GRL |
| ---------------------- | ---------------------- | ---------------------- |
| م                      | عداء                   | مرتبة                  |
| 161                    | توماس بودات            | 104                    |
| 162                    | Célestin Guillon ‏      | 101                    |
| 163                    | Maxime Jarnet ‏         | 120                    |
| 164                    | Maximilien Juillard ‏   | 96                     |
| 165                    | Jérémy Leveau ‏         | لم يكمل السباق         |
| 166                    | Tom Mainguenaud ‏       | 90                     |
| 167                    | كيني مولي              | لم يكمل السباق         |

| CIC U Nantes Atlantique ‏ UCN | CIC U Nantes Atlantique ‏ UCN | CIC U Nantes Atlantique ‏ UCN |
| ---------------------------- | ---------------------------- | ---------------------------- |
| م                            | عداء                         | مرتبة                        |
| 171                          | Jordan Jegat ‏                | 45                           |
| 172                          | Yaël Joalland ‏               | 57                           |
| 173                          | Léo Danès ‏                   | 93                           |
| 174                          | Maël Guégan ‏                 | 38                           |
| 175                          | Robin Plamondon ‏             | 63                           |
| 176                          | Nolann Mahoudo ‏              | 25                           |
| 177                          | ايمانويل مورين               | 15                           |

| Nice Métropole Côte d'Azur ‏ NMC | Nice Métropole Côte d'Azur ‏ NMC | Nice Métropole Côte d'Azur ‏ NMC |
| ------------------------------- | ------------------------------- | ------------------------------- |
| م                               | عداء                            | مرتبة                           |
| 181                             | Andrea Mifsud ‏                  | 91                              |
| 182                             | Jonathan Couanon ‏               | 94                              |
| 183                             | Tristan Delacroix ‏              | 105                             |
| 184                             | Jean Goubert ‏                   | 49                              |
| 185                             | Julian Lino ‏                    | 102                             |
| 186                             | Jean-Louis Le Ny ‏               | 109                             |
| 187                             | Maxime Urruty ‏                  | 51                              |

| بلترامي تي إس أيه–مارشيول ‏ BTC | بلترامي تي إس أيه–مارشيول ‏ BTC | بلترامي تي إس أيه–مارشيول ‏ BTC |
| ------------------------------ | ------------------------------ | ------------------------------ |
| م                              | عداء                           | مرتبة                          |
| 191                            | Matteo Freddi‏                  | OTL                            |
| 192                            | توماس بسنتي ‏                   | 33                             |
| 193                            | Lucio Pierantozzi‏              | 100                            |
| 194                            | Andrea Piras ‏                  | لم يكمل السباق                 |
| 195                            | Alex Raimondi‏                  | 97                             |
| 196                            | Andrea Biancalani‏              | 99                             |
| 197                            | Michael Vanni‏                  | لم يكمل السباق                 |

## التصنيف العام النهائي
| التصنيف العام         | التصنيف العام             | التصنيف العام          | التصنيف العام | التصنيف العام |
| العداء                | العداء                    | الفريق                 | الوقت         |               |
| --------------------- | ------------------------- | ---------------------- | ------------- | ------------- |
| 1                     | نيلسون بوولس              | EF Education-EasyPost  | 4 س 19 د 13 ث |               |
| 2                     | Valentin Ferron ‏          | TotalEnergies          | + 1 د 15 ث    |               |
| 3                     | برنت فان موير             | Lotto Dstny            | + 1 د 15 ث    |               |
| 4                     | Jenno Berckmoes ‏          | سبورت فلاندرين بالويس ‏ | + 1 د 15 ث    |               |
| 5                     | كريستس نيولاندز           | Israel-Premier Tech    | + 1 د 15 ث    |               |
| 6                     | بيير لوك بيريشون          | Cofidis                | + 1 د 15 ث    |               |
| 7                     | Thibault Guernalec ‏       | اركيا سامسيك           | + 1 د 15 ث    |               |
| 8                     | Lenny Martinez (cyclist) ‏ | Groupama-FDJ           | + 1 د 15 ث    |               |
| 9                     | Enzo Paleni ‏              | Groupama-FDJ           | + 1 د 15 ث    |               |
| 10                    | Petr Kelemen ‏             | سويس ريسينغ أكادمي ‏    | + 1 د 19 ث    |               |
|                       |                           |                        |               |               |
| مصدر: ProCyclingStats |                           |                        |               |               |

## وصلات خارجية
- الموقع الرسمي
- لمحة عن سباق سباق جائزة لامارسييز الكبرى 2023 على موقع  ProCyclingStats   (برو  سايكلنج  ستاتس) - إحصاءات  محترفي  الدراجات.
- سباق جائزة لامارسييز الكبرى 2023 على موقع إحصائيات الدراجات الإحترافية (الإنجليزية)